# Colonna di Marciano

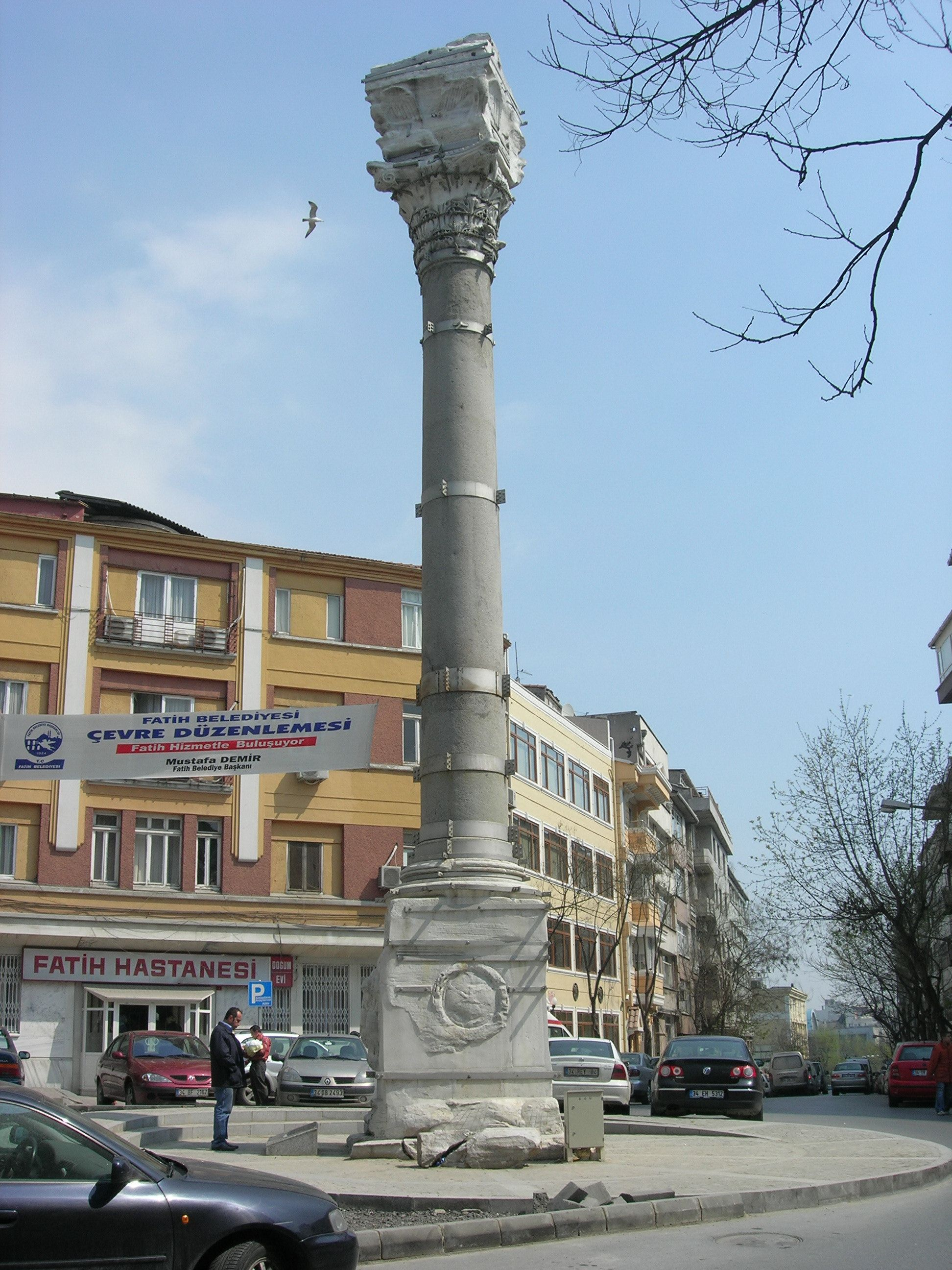
Colonna di Marciano.

La colonna di Marciano è un monumento che fu eretto a Costantinopoli (moderna Istanbul) dal praefectus urbi Taziano (450-c.452) e dedicato all'imperatore Marciano (450-457).
Realizzata in granito egiziano grigio-rosso, la colonna ha una base quadrangolare, composta da quattro lastre di marmo bianco decorate con cristogrammi dentro clipei su tre lati e con due Vittorie alate (o Nikai) che reggono uno scudo. Sulla colonna è un capitello corinzio sormontato da un piedistallo con quattro aquile poste agli angoli, sul quale era probabilmente posta la statua di Marciano.

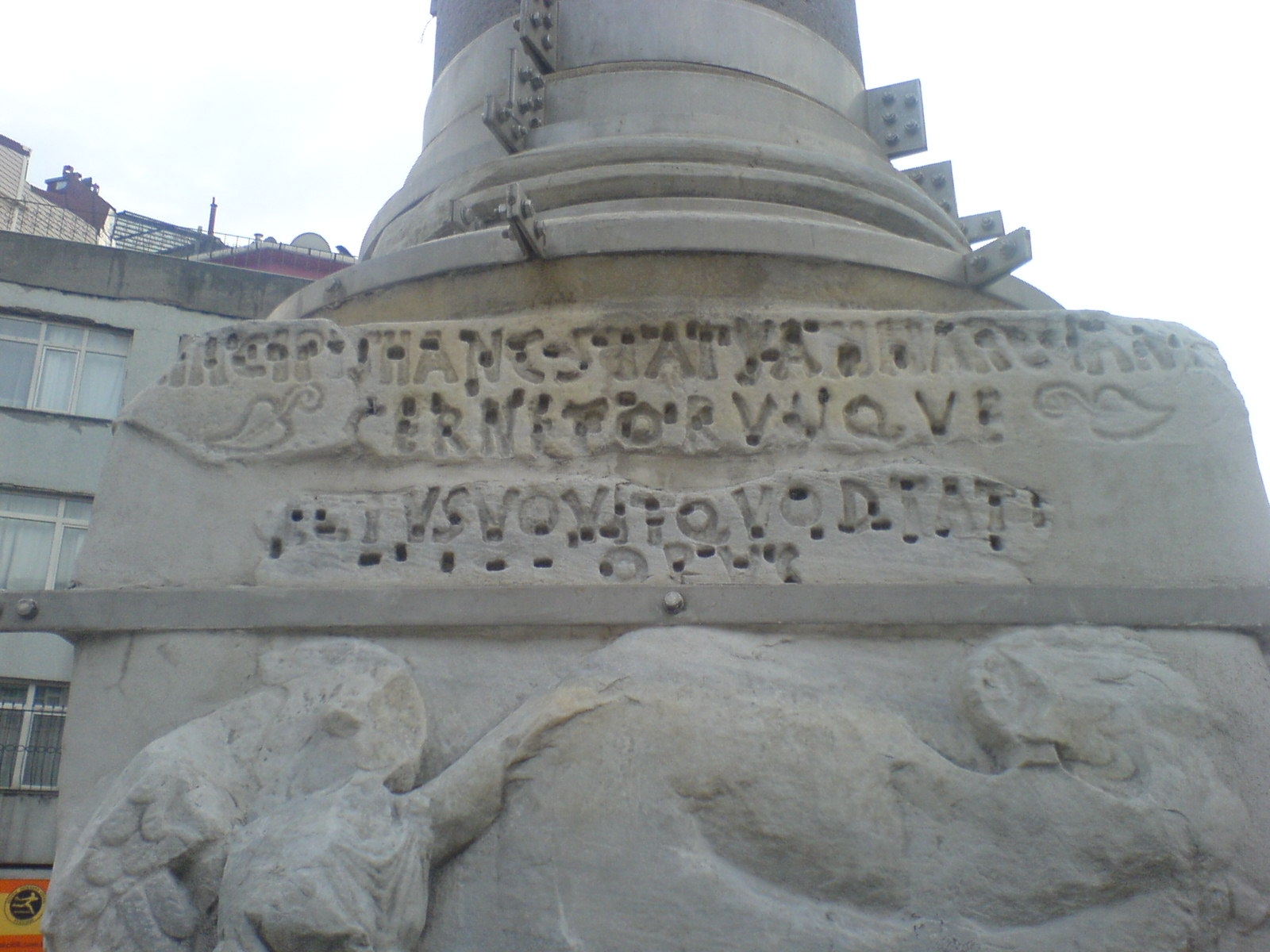
Iscrizione sulla base della colonna.

Sul lato settentrionale della base c'è la seguente iscrizione:
Il nome turco della colonna, Kıztaşı ("colonna della ragazza") è spiegato da due racconti tradizionali. Nel primo una ragazza si rifugia sulla sommità della colonna per proteggersi dai serpenti, in quanto le è stato profetizzato che morirà per il morso di uno di questi, ma un serpente passa per un foro e la uccide. Nella seconda versione il piedistallo della statua è un sarcofago per la figlia di un sultano; allo scopo di difendere i resti della ragazza da formiche e serpenti, la colonna è tramutata in un talismano. Probabilmente le leggende nascono dall'errata interpretazione del piedistallo come una fanciulla con davanti un grosso serpente, dal momento che la scena originale (due Vittorie che reggono uno scudo) è ormai quasi illeggibile.